# Глущенко, Владимир Андреевич
Владимир Андреевич Глущенко (род. 6 ноября 1952, с. Елань, Волгоградская область) — советский и украинский учёный-лингвист, филолог, специалист в области лингвистической историографии, методологии лингвистического исследования, истории русского и украинского языков и другого, педагог. Доктор филологических наук (1999), профессор (2001). Заведующий кафедрой общего, германского и славянского языкознания Донбасского государственного педагогического университета в Славянске (с 2010).
Автор более 260 научных трудов.

## Биография
Родился 6 ноября 1952 в с. Елань Волгоградской области.
В 1975 окончил филологический факультет Харьковского государственного университета им. М. Горького (ныне Харьковский национальный университет имени В. Н. Каразина).
В 1975—1980 работал ассистентом кафедры русского языка и литературы Славянского государственного педагогического института.
В 1980—1983 учился в аспирантуре Института языковедения им. А. А. Потебни АН УССР.
В 1984 защитил кандидатскую диссертацию «История фонетической системы русского языка в научной концепции А. А. Шахматова».
В 1984—1986 работал на кафедре русского языка Киевского педагогического института им. М. Горького (ныне Национальный педагогический университет им. М. П. Драгоманова).
В 1986—1999 заведовал кафедрой русского языка и литературы Славянского государственного педагогического института.
В 1990—1993 учился в докторантуре Института языковедения им. А. А. Потебни Национальной академии наук Украины.
В 1999 защитил докторскую диссертацию «Принципи порівняльно-історичного
дослідження в українському і російському мовознавстві (70-і рр. ХІХ ст. — 20-і рр.
ХХ ст.».
В 1999—2010 работал на кафедре общего и русского языкознания и теории и истории
литературы Славянского государственного педагогического университета.
В 1998—2006 работал проректором по научной работе Славянского государственного
педагогического института, который в 2002 был реорганизован в Славянский
государственный педагогический университет, а в 2012 — в Донбасский государственный
педагогический университет.
С 2010 возглавляет кафедру общего, германского и славянского языкознания Донбасского государственного педагогического университета.
Кроме того:
- член двух специализированных ученых советов по защите кандидатских диссертаций (Донецк, Одесса),
- ответственный редактор научного сборника «Теоретические и прикладные проблемы русской филологии» и «Вісника Донбаського державного педагогічного університету, серія „Філологічні науки“»,
- возглавляет межотраслевую научную лабораторию «Методология и историография языкознания»,
- имеет опыт преподавания за границей (Германия, Польша, Болгария),
- является автором поэтического сборника «Ощущение доброго ветра» (2012).

## Признание
- В. А. Глущенко присвоено почетное звание академика Международной академии наук педагогического образования (г. Москва, 2002).
- Награждён знаком «Отличник образования Украины» (1999).
- Библиографическая справка о В. А. Глущенко включена в книги «Кто есть кто в современной русистике», «Донецкая область. Наука и техника. Золотое сечение» и в «Енциклопедію сучасної України».

## Научная школа
Профессор В. А. Глущенко создал лингвистическую школу «Методология и историография языкознания» (на базе Донбасского государственного педагогического университета), которая занимается изучением актуальных проблем лингвистической историографии и методологии лингвистического исследования.
Главные направления научной деятельности В. А. Глущенко: лингвистическая историография, диалектология и история русского и украинского языков, методика преподавания лингвистических дисциплин в школе и ВУЗе, методология лингвистического исследования, культура речи и др.
Основные исследования и публикации В. А. Глущенко — это комплексный анализ лингвистического наследия представителей Харьковской, Лейпцигской, Московской и Казанской лингвистических школ. Им проанализированы концепции таких ученых, как А. А. Шахматов, А. А. Потебня, Е. К. Тимченко, Н. С. Трубецкой, Н. Н. Дурново, А. Е. Крымский, П. А. Бузук, С. И. Смаль-Стоцкий, К. Т. Нимчинов, М. П. Погодин, А. И. Соболевский, П. И. Житецкий, М. А. Колосов, М. А. Максимович и др.
Профессор В. А. Глущенко принимает активное участие в подготовке специалистов высшей квалификации по специальностям «Общее языкознание» и «Украинский язык». Под его научным консультированием и руководством защищено докторскую и 11 кандидатских диссертаций.

## Публикации
1. Принципи порівняльно-історичного дослідження в українському і російському мовознавстві (70-і рр. ХІХ ст. — 20-і рр. ХХ ст.) / В. А. Глущенко; відп. ред. О. Б. Ткаченко ; НАН України, Ін-т мовознавства ім. О. О. Потебні. — Донецьк, 1998. — 221 c.
2. Из жизни слов русского языка : учеб. пособие для студентов педагогических институтов, университетов и учителей русского языка / Ольшанский О. Е., Глущенко В. А., Матвеева Н. П., Маторина Н. М., Ледняк Ю. В. — Славянск, 1998—2007. — Вып. 1-10.
3. Українська мова : енциклопедія / НАН України, Ін-т мовознавства ім. О. О. Потебні, Ін-т української мови. — К., 2000 (2-е вид. — К., 2004) [в составе авторского коллектива].
4. Историко-фонетический комментарий в школьном курсе русского язика : пособие для учителей и студентов / В. А. Глущенко. — Донецк : Лебідь, 2002.- 97 с.
5. Фонетико-фонологический уровень речи-языка : учебное пособие для студентов филологических факультетов / В. А. Глущенко, Ю. В. Ледняк, И. Н. Рябинина ; М-во образования и науки Украины, Славянский гос. пед. ун-т. — Славянск : СГПУ, 2003. — 52 с.
6. Практикум по русскому языку. Глагол. Наречие : учебное пособие для филологических факультетов / В. А. Глущенко, Н. М. Маторина ; М-во образования и науки Украины, Славянский гос. пед. ун-т. — Славянск : Канцлер, 2004. — 91 с.
7. Развитие языка : учебное пособие для студентов филологических факультетов / В. А. Глущенко, В. Н. Овчаренко ; М-во образования и науки Украины, Славянский гос. пед. ун-т. — Славянск : Канцлер, 2005. — 32 с.
8. Лингвисты Украины: Ефросиния Фоминична Широкорад / В. А. Глущенко ; М-во образования и науки Украины, Славянский гос. пед. ун-т. — Славянск : Маторін Б. І., 2009. — 71 с.
9. Слово: культура и история / В. А. Глущенко ; М-во образования и науки Украины, Славянский гос. пед. ун-т. — Славянск : Маторін Б. І., 2010. — 52 с.
10. Мова як система : навч. посіб. / В. А. Глущенко, Ю. В. Ледняк, В. М. Овчаренко, І. М. Рябініна. — К. : ЦУЛ, 2011. — 132 с.
11. Лінгвістичний метод і його структура / В. А. Глущенко // Мовознавство. — 2010. — № 6. — С. 32-44.
12. Об узкой и широкой трактовках лингвистического метода / В. А. Глущенко // Образ мира в зеркале языка : сб. науч. статей / отв. соред. В. В. Колесов, М. В. Пименова, В. И. Теркулов. — М., 2011. — С. 71-77.